# マリア観音 (バンド)
マリア観音（マリアかんのん）は、木幡東介（こわた とうすけ）が結成した日本のロック・バンド。

## 最終メンバー
- 木幡東介：ヴォーカル/銅鑼/パーカッション/ドラム/ギター
- 平野勇：ドラム
- 木幡(伊藤)明子：ベース/コーラス
- a_kira：オルガン/ピアノ/キーボード/ギター/コーラス

## 来歴

### 結成から1990年代まで
1987年、木幡東介（ヴォーカル）、松居徹（ギター）、平野勇（ドラム）、安藤千裕（ベース）により、「日本人による日本語の日本式ハードコアロックバンド」としてマリア観音は結成された。1989年9月30日放送の『三宅裕司のいかすバンド天国』（TBSテレビ）に出場（エントリーナンバーは4）して「別れたその夜」を演奏し、完奏を果たした。
1990年、木幡、松居、平野、後藤昭久（ベース/ピアノ）で「マリア観音（ミニ・アルバム）」録音。録音時間の都合から「吊花」では後藤がピアノ、木幡がベースを弾いている。1992年、木幡、松居、平野、後藤で『背徳の扉』を録音する。1993年に後藤が脱退し、木幡、松居、平野で『共喰いの村』録音。木幡がベースを弾き、後にメンバーとなる小森雅彰が1曲キーボードを弾いている。また、小森雅彰（キーボード）、宮脇慎吾（ベース）が加入した。1994年、木幡、松居、小森、平野、宮脇で『義眼』録音。松居は途中で脱退したと思われる（後に高円寺百景、DMBQ）。松居脱退により、これ以降、基本的にヴォーカル＋キーボード・トリオ編成となる（曲により木幡がギター、ドラム等を演奏）。木幡がマリア観音名義で『懺悔の風呂場』録音。小森が2曲ゲスト参加した以外は全ての楽器を木幡が演奏している。これ以降木幡は断続的にマリア観音名義でソロ作品を作製していく。
1995年、木幡、小森、平野、宮脇で『犬死に』録音。1996年、宮脇が脱退。木幡、小森、平野で『髑髏』録音。木幡がベースを弾き、宮脇が1曲アコースティック・ギターを弾いている。この年に宮脇が自殺した。5月27日に木幡、小森、平野で追悼ライヴを行った。この時期不在のベース・パートは小森がシンセベースで補完。9月のライヴでは渋さ知らズの不破大輔がゲスト参加でベースを弾いた。10月にコントラバス奏者の河崎純が加入。
1997年1月に小森が失踪し、2月に平野が脱退した。同年3月に岡野太（ドラム）が加入。木幡、河崎、岡野の3人で活動再開。近藤達郎（キーボード）が加入し、7月に平野が復帰。木幡、河崎、平野、近藤（ゲスト）でライヴ。次回ライヴは小森が復帰するとアナウンスされた。さらに9月に小森が復帰。これ以降河崎はエレクトリック・アップライト・ベースを弾くようになった。1999年、木幡、河崎、平野、小森で『開き盲目』録音。

### 2000年以降
2001年の末にバンド編成を解体。マリア観音＝木幡東介として活動。2004年6月のライブでは、元メンバーの後藤しゃあみんが客演（ベース、チェロを演奏）。2011年、J・A・シーザー主催の演劇実験室◎万有引力の劇伴バンド、Asian Crack BandのARUHI（キーボード）が加入。2012年、諸事情によりARUHI解雇。3月に木幡、広本晋（ギター）、清水玲（ベース）、平野で約10年ぶりのバンド編成で一夜限りのライブを行った。その後マリア観音＝木幡東介として活動継続。2013年11月に木幡、平野、青山まりな（ギター）、a_kira（キーボード）でバンド活動を再開する事がアナウンスされる。伊藤明子（ベース）が加入して5人編成になる。2014年1月より木幡、平野、青山まりな、伊藤明子、a_kiraで13年ぶりにバンド活動を再開。2015年5月に青山が脱退、再びヴォーカル＋キーボード・トリオ編成となる（曲によりa_Kira、木幡がギターを演奏）。
2019年、木幡、平野、木幡(伊藤)、a_kiraで『東夷偽史先住民拙言滅裂多仁』録音。
2024年、バンド活動を休止、木幡、木幡(伊藤)はマリヤ観音、森林限界で活動継続。

## 特徴

### 音楽性
木幡東介の情念に溢れたヴォーカルが特徴。曰く「ハードコア・プログレッシブ歌謡」。松居在籍時は、ブルース・ロック的サウンドとハードコアの折衷的なものだった。小森の参加でプログレッシヴ・ロック的要素が、河崎の参加でフリー・ジャズ的要素が加わる。バンド編成解体後は、ギター弾き語りとドラム・ソロ(＋テープ)スタイルとなる。バンド活動再開後の2014年以降はプログレッシヴ・ロック、フリー・ジャズ、ジャズ・ロック、サイケデリック・ロック、ハードコア、歌謡曲、朗読等の要素が混在したスタイルとなっている。全ての時期に共通しているのは、木幡のヴォーカルを中心に曲が進行し、他メンバーがそれに合わせて演奏する点で、ヴォーカルのタメによる演奏の分断、リズムチェンジが頻繁に起こる。
バンド活動再開後の目標は、出来るだけ4ビート、8ビートを使わない事と演奏しない無音部にグルーヴを集約させる事。

### 逸話・その他
2001年までのライブでは、木幡をはじめメンバー全員が激しいアクションをしながら複雑な構成の曲を演奏していた。(木幡は曲のキメ毎に空手の型の様なアクションやジャンプ、小森はキーボードに馬乗りになり演奏、河崎はエレクトリック・アップライト・ベースを軸にジャンプして演奏等)バンド活動再開後の2014年以降も木幡は激しいアクションを行っている。
バンド初期に木幡はステージで素肌に毛皮のコートをまとい、ミラーサングラスをかけていたが、普段も同じ格好をすることが多かった。理由は「在日外国人をビビらせるため」と発言している。

## メンバーと担当楽器

### 第1期 1987年～1990年6月
- 木幡東介：ヴォーカル/ギター
- 松居徹：ギター
- 平野勇：ドラム
- 安藤千裕：ベース

『三宅裕司のいかすバンド天国』に出演し、『別れたその夜』を演奏。(完奏)

### 第2期 1990年6月～10月
- 木幡東介：ヴォーカル/ギター/尺八/パーカッション
- 松居徹：ギター
- 平野勇：ドラム
- 東谷隆司：ベース

### 第3期 1990年12月～1993年6月
- 木幡東介：ヴォーカル/ギター/尺八/パーカッション/ベース/ドラム
- 松居徹：ギター
- 平野勇：ドラム
- 後藤昭久(しゃあみん)：ベース/ピアノ

+
- 隈元雅代：コーラス(ゲスト/「背徳の扉」)
- 池本早苗：コーラス(ゲスト/「背徳の扉」)
- 渋谷めぐみ：コーラス(ゲスト/「背徳の扉」)

「マリア観音(ミニ・アルバム) 」、「背徳の扉」録音。

### 第4期 1993年
- 木幡東介：ヴォーカル/ギター/ベース/ドラム/尺八/パーカッション
- 松居徹：ギター
- 平野勇：ドラム

+
- 南里早紀子：：コーラス(ゲスト/「共喰の村」)
- 小森雅彰：オルガン(ゲスト/「共喰の村」)

「共喰の村」録音。

### 第5期 1993年8月～1994年3月
- 木幡東介：ヴォーカル/ギター/ドラム/銅鑼/尺八/パーカッション
- 松居徹：ギター
- 小森雅彰：オルガン/エレクトリック・ピアノ/ピアノ/キーボード/コーラス
- 平野勇：ドラム
- 宮脇慎吾：ベース

+
- 南里早紀子：コーラス(ゲスト/「義眼」)

「義眼」録音。(松居は途中で脱退したと思われ、ゲストとしてクレジットされている。)

### 第6期 1994年～1996年
- 木幡東介：ヴォーカル/ギター/ドラム/銅鑼/パーカッション/トランペット
- 小森雅彰：オルガン/エレクトリック・ピアノ/ピアノ/キーボード/コーラス
- 平野勇：ドラム
- 宮脇慎吾：ベース

「犬死に」録音。

### 第7期 1996年5月～9月
- 木幡東介：ヴォーカル/ギター/ドラム/銅鑼/ベース/トランペット
- 小森雅彰：オルガン/エレクトリック・ピアノ/ピアノ/キーボード/コーラス/シンセベース
- 平野勇：ドラム

+
- 宮脇慎吾：アコースティック・ギター(ゲスト/「髑髏」)
- 不破大輔：ベース(ゲスト/1996.9.20のライヴ)

「髑髏」録音。

### 第8期 1996年10月～1997年1月
- 木幡東介：ヴォーカル/ギター/ドラム/銅鑼/トランペット
- 小森雅彰：オルガン/エレクトリック・ピアノ/ピアノ/キーボード/コーラス/サックス
- 平野勇：ドラム
- 河崎純：コントラバス

+
- さがゆき：ヴォーカル(ゲスト/1996.11.7のライヴ)
- PILL：ドラム(ゲスト/1996.12.4のライヴに平野の代理で参加)

### 第9期 1997年1月～2月
- 木幡東介：ヴォーカル/ギター/ドラム/銅鑼/トランペット
- 平野勇：ドラム
- 河崎純：コントラバス

### 第10期 1997年3月～4月
- 木幡東介：ヴォーカル/ギター/ドラム/銅鑼/トランペット
- 河崎純：コントラバス
- 岡野太：ドラム

ライブ「LIVE APRIL 1997 」録音。

### 第11期 1997年5月
- 木幡東介：ヴォーカル/ギター/ドラム/銅鑼/トランペット
- 河崎純：コントラバス
- 岡野太：ドラム
- 近藤達郎：キーボード

### 第12期 1997年7月20日
- 木幡東介：ヴォーカル/ギター/ドラム/銅鑼/トランペット
- 河崎純：コントラバス
- 平野勇：ドラム

+
- 近藤達郎：キーボード(ゲスト/ライヴ)

### 第13期 1997年9月～2001年末
- 木幡東介：ヴォーカル/ギター/ドラム/銅鑼/トランペット
- 河崎純：エレクトリック・アップライト・ベース
- 平野勇：ドラム
- 小森雅彰：オルガン/エレクトリック・ピアノ/ピアノ/キーボード/コーラス

ライブ「LIVE1998」、「開き盲目」、ライブ「実況録怨」、ライブ「進化の坩堝」録音。

### 第14期 2002年～2011年
- 木幡東介：ヴォーカル/ギター/ドラム/尺八/テープ

+
- 工藤丈輝：舞踏(ゲスト/2004.1.30のライヴ)
- しゃあみん：ベース/チェロ(ゲスト/2004.6.25のライヴ)
- ウィンチェスター・ニテテ：パーカッション(ゲスト/2005.10.14、2005.12.20、2006.9.5、2006.12.5、2007.2.15、2007.6.21のライヴ)
- つの犬：ドラム(ゲスト/2007.2.15のライヴ)
- 吉田達也：ドラム(ゲスト/2006.12.5、2007.6.21のライヴ)

バンド編成を解体。
「ギター弾き語り」・「ドラム・ソロ(＋テープ)」スタイルとなる。

### 第15期 2011年11月～2012年1月
- 木幡東介：ヴォーカル/ギター/ドラム/トランペット
- ARUHI：キーボード

### 第16期 2012年3月
- 木幡東介：ヴォーカル
- 広本晋：ギター
- 清水玲：ベース
- 平野勇：ドラム

約10年ぶりにバンド編成で一夜限りのライブを行った。

### 第17期 2012年9月～
- 木幡東介：ヴォーカル/ギター/ドラム/ＣＤ

+
- 清水玲：ベース(ゲスト/2012.10.18のライヴ)

### 第18期 2014年1月～2015年5月
- 木幡東介：ヴォーカル/銅鑼/パーカッション
- 平野勇：ドラム
- 青山まりな：ギター
- 伊藤明子：ベース
- a_kira：オルガン

13年ぶりにバンド活動を再開。

### 第19期 2015年5月～2024年4月
- 木幡東介：ヴォーカル/銅鑼/パーカッション/トランペット/ギター/ドラム
- 平野勇：ドラム
- 木幡(伊藤)明子：ベース/コーラス
- a_kira：オルガン/ピアノ/キーボード/ギター/コーラス

「東夷偽史先住民拙言滅裂多仁」録音。

## ディスコグラフィー
現在、アルバムの多くが廃盤であり入手は大変困難である。

### スタジオ・アルバム
マリア観音 (BRON-MARIA1 ミニアルバム 1990年 第3期)
追想の夜/隠唄/吊花
背徳の扉 (ER001 1993年 第3期)
吐息/曇り硝子の中で/青春の記憶/女郎蜘蛛/光を避けて/病床
共喰いの村 (ER002 1993年 第4期)
独り遊び/被虐の嵐/木の葉やもり/懺悔の風呂場/共喰いの村/徒花/愛されてみたくて/切り傷だらけで/根腐れ/犬死に
義眼 (ER003 1994年 第5期)
鍵子の詩/義眼/五月の便所/夏の二人/泥人形/淀みの部屋/羽衣蝶の詩/菫日記/どうにもならずに/薄羽蜉蝣
犬死に (ER005 1995年 第6期)
漆黒界/刺生活/地獄に堕とす/病床/二つ目小僧/蠍に貰った拳
（“刺生活”には“日本川鼠”、“地獄に堕とす”には“尿飲療法”の歌詞を含む。ECR026として再リリース）
髑髏 (ER007 1996年 第7期)
静かな夜/髑髏/雪の下/不発弾/笑う山/懺悔の風呂場/犬死に
（“静かな夜”には“人間凶器”の歌詞を含む）
開き盲目 (ER013 1999年 第13期)
晴天白日/背徳の扉/日和見主義的集団自殺/擬態/開き盲目/絶滅/死神の詩
（“絶滅”には“泥濘”の歌詞を含む）
犬死に トゥーマッチ・エディション (ECR026 2014年 第6期)
漆黒界/刺生活/地獄に堕とす/病床/二つ目小僧/蠍に貰った拳/静かな夜/不発弾
（ER005のリマスター盤。同時期のライブDVD ECR027と同梱。“静かな夜”“不発弾”はER007収録テイクの宮脇ベース演奏によるラフミックスヴァージョン）
東夷偽史先住民拙言滅裂多仁 (ER031 2019年 第19期)
義眼/絶滅/静かな夜/冬の蝶/漆黒界/刺生活

#### 木幡東介ソロ
マリア観音名義を含む。
懺悔の風呂場 (ER004 1994年 ゲスト：小森雅彰)
懺悔の風呂場/月下香/静かな夜/乳呑み子/宿命まみれ/恋の詩/地獄に堕とす/あやめ/飼い殺しの女/鍵子の屋上/かまきりの詩/粘土層/曇り硝子の中で
四十八手シリーズ１ (SM001 木幡独演)
懺悔の釣場 (ER009 1997年)
進化の坩堝/餓鬼の断食/窃斧の擬/背徳の扉/擬態/日和見/蛇蝎沼（ディスク１、“窃斧の擬”“蛇蝎沼”は器楽演奏のみ）
晴天白日/光を避けて/徒花/宿命まみれ/日本川鼠/尿飲療法/笑う山/死に神の詩/照照坊主/蝙蝠渓谷/漆黒界/山女魚（ディスク２、“漆黒界”は原曲版、“山女魚”は器楽演奏のみ）
懺悔の仕置場 (ER010 1999年)
蛇骨群眼/腐乱死姦/屠畜業/刑場跡
（“蛇骨群眼”“腐乱死姦”は器楽演奏のみ）
顕幽打楽 (ER011 1998年）
曲名表記なし
（器楽演奏のみ）
腐った風 (ER012 木幡東介、小森雅彰デュオ)
刑場跡/泥人形/鍵子/恋の詩/進化の坩堝
(ギター弾き語りの“進化の坩堝”以外はエレクトリックピアノ伴奏のみ)
懺悔血書 (ER014 1999年)
血痰/血漿/血清/血腫/血食/血小板/血途畜生道
（器楽演奏のみ）
売国奴 (ER015 1999年)
鍵子の詩/義眼/死刑囚/犬死に
（ギター弾き語り、ベース多重録音）
歪む正義 (ER016 2000年)
刑場跡/歪む正義/泥人形/人質
天獄 (ER017 2000年)
単為生殖/死神の詩/雪のした/死刑囚/進化の坩堝
（ギター弾き語り）
擬制・義絶・特攻 (ER018 2000年)
片翼の戦闘機/戦場で歪む兵士の性/醜業の歴史/軍隊蟻/打獄脱獄/百鬼裸眼死の部屋の壁/群棲の掟/川蝉/擬制・擬絶・特攻
（“片翼の戦闘機”以外は器楽演奏のみ）
顕蛇打楽・蛇の一生 (ER020 2000年)
春の章 蛇穴を出ず「初めて地上に現れる」/（無題）/（無題）/「交尾の季節」/（無題）/夏の章 蛇衣を脱ぐ「産卵から孵化まで」/（無題）/秋の章　蛇穴に入る「脱皮」/（無題）/「捕食」/（無題）/（無題）/冬の章 冬眠または死「冬眠」/（無題）
（題名の付いているものは朗読、それ以外は器楽演奏のみ）
木幡東介　独演独奏 (ER022 2001年)
死刑囚/遊びの思想/冬の蝶/腐った風/人質/最後の空/義眼/五月の便所/髑髏/笑う顔/絶滅
（ギター弾き語り）
日本狼正史 (ER023 2001年～2002年)
大口の真神/生まれ得ぬ兄弟の谷/神格失格/地犬の掟/望まれぬ混血 雄犬に雌狼/最後の遠吠え/待ち受ける銃、罠、毒餌/剥製は集う（ディスク１「日本狼」、器楽演奏のみ）
誤解 迫害 執拗な追跡/腐肉を漁る 伝染病の猖獗/日本住血吸虫/棄脱の天地/原種の森（ディスク２「呪地」、器楽演奏のみ）
片翼の戦闘機 (ER024 2002年)
独りぼっちの空/出逢ったあとじゃ/遊びの思想/単為生殖/根腐れ（ディスク１、ギター弾き語り）
独りぼっちの空/出さなかった手紙/出逢ったあとじゃ/原猿の群集う不毛の原野/古戦場（ディスク２、器楽演奏のみ、“原猿の群集う不毛の原野”は“絶滅”と同一曲）
遊びの思想 (ER025 2002年)
独房の太陽/刑場跡/独りぼっちの空/天獄－殉教の浜辺/歪む正義
（ギター弾き語り）
棄脱の天地 (TRA001 2003年)
片翼の戦闘機/屠畜業/日本狼/日本川鼠/五位鷺/山の神/晴天白日/根腐れ
（“日本川鼠”“五位鷺”“山の神”は器楽演奏のみ）
歪む正義 (TRA002 2004年)
人の念仏/刑場跡/絶滅/遊びの思想/独りぼっちの空/泥濘/破壊の女神/冬の蝶/二つ目小僧/木の葉やもり/生月島旅行記/歪む正義
（ギター弾き語り、“生月島旅行記”は“殉教の浜辺”と同一曲）
日本絶滅動物記ＳＥ集 第一章 (OKA001 2005年)
斑猫/蛇喝渓谷/死神の詩/遊びの思想/生まれた後じゃ遅すぎる/薄羽蜉蝣
（器楽演奏のみ、“生まれた後じゃ遅すぎる”は“出逢ったあとじゃ”と同一曲）
無題 (2006年)
不発弾/死神の女/薄羽蜉蝣/野獣死すべし/秋空/生まれたあとじゃ/蛇目蛾雀蛾/笑う顔
（ギター弾き語り）
無題 (2006.5.31配布？)
遊びの思想/渓谷/斑猫/薄羽蜉蝣/天獄
（“薄羽蜉蝣”以外器楽演奏のみ、“渓谷”は“蛇喝渓谷”と同一曲、“天獄”は“天獄－殉教の浜辺”とは別曲）
2009東 (2009年)
溶け合う一つの色に向かって/棄脱の天地/破壊の女神/渓谷、深山の民/夏の闇を真似る擬態/夏の二人/薄羽蜉蝣/いつも足もとにいる黒い犬（ディスク１、“溶け合う一つの色に向かって”は“木の葉やもり”、“棄脱の天地”は“遊びの思想”、“夏の闇を真似る擬態”は“擬態”と同一曲。ECR013として再リリース）
原猿の群れ集う不毛の原野/殉教の浜辺/野いちごおとし/胸詰りの木々の群れ/他人の念仏（ディスク２、器楽演奏のみ。ECR015として再リリース）
無題 (2010.2.21配布)
黒い犬/絶滅/かまきりの詩/棄脱の天地
天獄 (2010年)
曲名表記なし
（器楽演奏のみ）
無題 (2010.4.10配布)
秋から冬へ/出さなかった手紙
（“秋から冬へ”は“秋空”と同一曲、“出さなかった手紙”は器楽演奏のみの同名曲とは別曲）
地犬の掟 (2010.6.5配布)
進化の坩堝/長すぎる牙/蓑毛の群れ
（器楽演奏のみ、“長すぎる牙”は“進化の坩堝”の後半と同一曲？、“蓑毛の群れ”は“片翼の戦闘機”と同一曲？）
道無き道を (2010年)
獣道走破/旅する子犬/秋から冬へ/出さなかった手紙
（器楽演奏のみ、ドラムソロカセット付き）
ライブ特典CD-R (ECRF-01 2010.10.31配布)
溶け合う一つの色に向って/夏の闇を真似る擬態/夏の二人/人の念仏/いつも足もとに居る黒い犬
無題 (2011.4.10配布)
木の葉やもり/反逆の地図/月下香/鍵子の詩/漆黒界/絶滅/泥人形/菊のいる空
（“菊のいる空”は“出さなかった手紙”と同一曲。ECR-007に全曲再収録）
デモCD-R (ECR-010 2012年)
犬死に/薄羽蜉蝣/秋から冬へ/菊の空/反逆の地図/棄脱の天地/暗がりの犬
（“菊の空”は“菊のいる空”と同一曲）
宿命まみれ (ECR-011 2012年)
反逆の地図/秋から冬へ/棄脱の天地/破壊の女神/宿命まみれ
山犬の一日“逆説”プログレッシブ・ドラミング (KCR-001 2012年)
山入り/追跡/危険な罠/険しい岩場/捕殺/帰巣愛/傷だらけの帰還
（器楽演奏のみ）
溶け合う一つの色に向かって (ECR-013 2013年)
溶け合う一つの色に向かって/棄脱の天地/破壊の女神/渓谷、深山の民/夏の闇を真似る擬態/夏の二人/薄羽蜉蝣/いつも足もとにいる黒い犬（「2009東」ディスク１と同内容）
反逆の地図 (ECR-014-15 2013年)
絶滅/不発弾/帰らぬ人/反逆の地図/薄羽蜉蝣/泥人形/絶滅（自由への意志編）/「西部警察PART-II」テーマ～ワンダフル・ガイズ（森林警備隊編）（ディスク１）
原猿の群れ集う不毛の原野/生月島 殉教の浜辺/野苺おとし/古戦場/刑場跡（ディスク2、器楽演奏のみ。「2009東」ディスク2と同内容）
絶滅動物記 第三章（ECRF-02 2014.3.7配布）
秋から冬へ/帰らぬ人/薄羽蜉蝣
無題（2014.12.17配布）
片翼の戦闘機
絶滅動物記（ER028 2014年）
羽衣蝶の詩/帰らぬ人/月下香/片翼の戦闘機/二つ目小僧/反逆の地図/泥人形/秋から冬へ/夏の二人
初回特典CD-R:犬死に/漆黒界/鍵子の詩
獣語り（2016.3.2配布）
不発弾/鍵子の詩/義眼/絶滅/死神の詩/反逆の地図/最後のつがい/五木の子守唄/秋から冬へ/菊のいる空/薄羽蜉蝣（“死神の詩”には“徒花”の歌詞を含む）
刺生活ラフミックス（ECRF-04 2017.4.配布）
刺生活
全滅しても愛だけが遺る(ER029 2017年)
刺生活/冬の蝶/義眼/片翼の戦闘機/菫日記/静かな夜
マリア観音のためのフリー･ロック･ドラミング(ER030 2017年)
冬の蝶/菫日記/義眼/静かな夜/片翼の戦闘機/刺生活
シンクレディズム/反植民地ドラミング(2019年)
口頭メトロノーム 1/鳥葬 虹の橋/口頭メトロノーム 2/和獣の王/魚葬/ゆうろうのてん/狼葬 箕毛が風にたなびく
（器楽演奏のみ）

#### 木幡東介&明子デュオ
無題（2020.12.6配布）
不発弾/背徳の扉/二人だけの儀式/羽衣蝶の詩

#### カセット
ライブ会場で販売、配布していたカセット。題名が記載されているもの、マリア観音とだけ記載されているもの、無記名のものと様々である。
無題(1) (1988 第1期)
被虐の嵐/恋の詩/一人遊び/おめこしようか　ぼぼしようか （TG001に全曲再収録）
無題(2) (1988 第1期)
疑惑の女/涙の数だけ．．．/まやかしの絆/雨の夜だった （TG001に全曲再収録）
ステキで快感E気持 (第1期)
別れたその夜/飼い殺しの女/青春の記憶/共食いの村 （TG002に全曲再収録）
無題 (第1期)
夏の唄/主婦の憂鬱
（ライブビデオのおまけだったものを単体発売）（TG001に全曲再収録）
木幡東介／1989.7.16
地獄に堕とす/春が来る前に
被虐の口づけ (第1期)
ふたりだけの儀式/不義密通は平和の証 （TG002に全曲再収録）
無題 (1989.12.19録音 第1期)
追想の夜/夏の二人/共食いの村/永遠の眠りを･･･/地獄に堕とす（TG003に全曲再収録）
追想の夜 (第1期)
菫日記/復讐　五月の便所/永遠の眠りを･･･/寄生虫/蝋燭女/追想の夜
無題 (1991.3.17録音 第3期)
女郎蜘蛛/愛されてみたくて/恋のうた/うすば蜉蝣/共食いの村/夏のふたり/追走の夜
No.2
No.3（1991.10.26録音 第3期）
光を避けて/犬死に/青春の記憶/地獄に堕とす/被虐の嵐/今日で最後だから
無題 (EC001 1994年 木幡独演)
恋の詩/粘土層/光りを避けて/生まれて独り/永遠の眠りを/懺悔の風呂場/愛されてみたくて/犬死に/吊花/病床/宿命まみれ/曇り硝子の中で
（ギター弾き語り）
無題 (EC002? 1995年 木幡独演)
病床/髑髏/蛇目蛾雀蛾/人間凶器/二ツ目小僧/晴れた空/プラナリア/刺生活/囚獄/永遠の眠りを/雪の下
（“晴れた空”は“青天白日”、“プラナリア”は“人質”と同一曲）
無題 (EC003 1995年 第6期)
二ツ目小僧/刺生活/蠍にもらった拳/笑う顔/犬死に/漆黒界
（“笑う顔”“漆黒界”はギター弾き語り）
木幡東介 / ドラムソロカセット (1997年 ゲスト：河崎純)
曲名表記なし
無題 （1998年 第13期）
日和見/宿命塗れ/晴れた空/絶滅/刺生活/地獄に堕とす/絶滅
（ボックスセット付属のデモ･テープ。“絶滅”は木幡ソロ多重録音）

### ライブ・アルバム
LIVE APRIL 1997 (CSCDR001 1997.4.30 第10期)
犬死に～根腐れ～犬死に/絶滅/蠍にもらった拳
LIVE1998 (CD95-14 1998.1.20 第13期)
犬死に/日和見/絶滅/漆黒界
実況録怨 (ER019 2000.9.27 第13期)
刑場跡/晴天白日/日和見主義的集団自殺/鍵子の詩
（VHS「背徳の扉vol.57」と同日録音）
進化の坩堝 (ER021 2000.12.21 第13期)
進化の坩堝/犬死/鍵子の詩/日和見主義的集団自殺/背徳の扉/切り疵だらけで/人質/刑場跡/晴天白日
木幡東介ライブCD-R 2010年2月21日@高円寺無力無善寺 (ECR001)
渓谷、深山の民～女郎蜘蛛/棄脱の天地/いつも足もとに居る黒い犬/夏の闇を真似る擬態/夏の二人/薄羽蜉蝣/破壊の女神/野いちごおとし
（“野いちごおとし”は器楽演奏のみ）
木幡東介ライブCD-R 2009年1月23日@新宿スモーキン・ブギ (ECR002)
いつも足もとに居る黒い犬/棄脱の天地/絶滅/薄羽蜉蝣
木幡東介ライヴCD-R 2010年4月10日@吉祥寺フォースフロア (ECR003)
溶け合う１つの色に向かって/いつも足もとに居る黒い犬/二つ目小僧/棄脱の天地/野いちごおとし/出さなかった手紙/秋から冬へ/絶滅/かまきりの詩/薄羽蜉蝣/渓谷、深山の民～狩猟民族の唄～
（“野いちごおとし”は器楽演奏のみ）
木幡東介ライヴCD-R 2010年6月5日@吉祥寺フォースフロア (ECR004)
背徳の扉/女郎蜘蛛/棄脱の天地/二つ目小僧/渓谷、深山の民～狩猟民族の唄～/溶け合う１つの色に向かって/夏の闇を真似る擬態/夏の二人/野いちごおとし/薄羽蜉蝣
（機材トラブルのため“薄羽蜉蝣”のみ未発表スタジオ・ヴァージョンに差し替え）
木幡東介ライヴCD-R 2010年7月26日@新宿URGA (ECR-005)
羽衣蝶の詩/渓谷、深山の民～狩猟民族の唄～/棄脱の天地/破壊の女神/溶け合う二つの色に向って/夏の二人/野いちごおとし/薄羽蜉蝣
木幡東介ライヴCD-R 2010年10月18日@新宿URGA/2010年8月1日@新宿JAM (ECR006)
斑猫/天獄/棄脱の天地/野いちごおとし/薄羽蜉蝣
（1.2.は新宿ウルガで収録、ＳＥ＋ドラム・ソロ。3.4.5.は新宿ジャムで収録、ＳＥ＋エレキ・ギター弾き語り）
木幡東介ライヴCD-R 2011年4月10日@阿佐ヶ谷Yellow Vision (ECR-007)
破壊の女神/原猿の群れ集う不毛の原野～絶滅/犬の役割/女郎蜘蛛/木の葉やもり/反逆の地図/月下香/鍵子の詩/漆黒界/絶滅/泥人形/菊のいる空（「木の葉やもり」以下は同日配布の無題ＣＤと同内容）
木幡東介ライヴCD-R SE+ドラム・ソロ ①2011年10月9日@小岩ライブシアター・オルフェウス②2011年10月15日@新宿MOTION③オリジナル・バック・トラック (ECR-008)
天獄-山犬の腹から生まれてきた（ライブシアター・オルフェウスで収録）/オープニング~広本晋エレキ・ギター・ソロ~天獄-山犬の腹から生まれてきた（新宿モーションで収録）/天獄-山犬の腹から生まれてきた（ＳＥ音源のみ）
マリア観音ライヴCD-R 2011年11月18日@阿佐ヶ谷Yellow Vision (ECR-009 第15期)
漆黒界/薄羽蜉蝣/二つ目小僧/女郎蜘蛛/棄脱の天地～病床/月下香/犬死に/鍵子の詩/冬の蝶

#### ライブ・ビデオ

##### VHS
無題 (1989年 第1期)
別れたその夜/夏の二人/飼い殺しの女/ふたりだけの儀式
（4月16日下北沢屋根裏、4月24日新宿JAMで収録。“ふたりだけの儀式”は抜粋、TG003sに全曲完全再収録）
悶絶和尚 (第1期)
1995年2月23日渋谷La.mama (EV001 第6期)
二つ目小僧/蠍に貰った拳/木の葉やもり/淀みの部屋/髑髏/地獄に堕とす/静かな夜/犬死に/病床
ライブ・ビデオ 1995･7 (EV002 第6期)
雪の下/薄羽蜉蝣/静かな夜/二つ目小僧/蠍にもらった拳
（7月13日渋谷ラ･ママで収録。“静かな夜”の前半のみ7月28日新宿アンティノック）
1995･8･23 (EV003 第6期)
羽衣蝶の詩/鍵子の詩/地獄に堕とす～義眼/犬死に
（吉祥寺マンダラ２で収録。“義眼”は冒頭部のみ）
LIVE (EV004 第13期)
オープニング/漆黒界 in名古屋クアトロ '98.1.20/絶滅 in大阪ミノヤホール '98.1.18/日和見 in京都磔々 '98.1.17/蠍にもらった拳 in渋谷La-Mama '98.1.10
（“絶滅”は木幡と河崎のデュオ）
無題 （1998.1.17 第13期）
刺生活/日和見/地獄に堕とす/宿命塗れ～腐った風/漆黒界/
（ボックスセット付属のVHS。京都磔々で収録）
背徳の扉vol.57　00 9 27 高円寺ＳｈｏｗＢｏａｔライブ (2000.9.27 第13期)
死神の詩/刑場跡/犬死に/青天白日/日和見主義的集団自殺/背徳の扉/漆黒界
（CD「実況録怨」と同日録画、“漆黒界”は抜粋）
日本絶滅動物記 其の壱 (TRAD001 2004.1.30 ゲスト：工藤丈輝 第14期)
パーカッション～舞踏+パーカッション/日本狼/根腐れ/舞踏+尺八/舞踏+ドラム～ドラム・ソロ
（吉祥寺シルバーエレファントで収録）
日本絶滅動物記 其の四 (TRAD002 2005.1.23 第14期)
絶滅～天獄～ドラム・ソロ/笑う山～日本狼/遊びの思想/独りぼっちの空/生まれたあとじゃ/夏の二人
（吉祥寺シルバーエレファントで収録）

##### DVD
- 日本絶滅動物記 其の五 (OKAD001 2005.5.27 第14期)
生まれたあとじゃ/反逆の地図/単為生殖/人間魚雷/進化の坩堝/冬の蝶/青天白日/斑猫/死神の詩/遊びの思想/片翼の戦闘機～屠畜業/渓谷/天獄/片翼の戦闘機～屠畜業（再演）
（吉祥寺シルバーエレファントで収録）
- 日本絶滅動物記 其の七 (OKAD002 2005.10.14 第14期)
人間魚雷/進化の坩堝/冬の蝶/死神の詩/日本狼/青天白日/渓谷/斑猫/絶滅/薄羽蜉蝣
（吉祥寺シルバーエレファントで収録。5.6.7.8.9.にウィンチェスター・ニテテ参加 ）
- 木幡東介ライブ 2008･9･30/神楽坂EXPLOSION (無印 EDR-001?)
義眼/歪む正義～絶滅/いつも足もとに居る黒い犬/薄羽蜉蝣
- 木幡東介ライブ 2008･11･23/池袋手刀 (無印 EDR-002?)
義眼/擬態/絶滅/棄脱の天地
- 木幡東介ライブDVD-R 2009年5月24日@新大久保アースダム (EDR-003)
歪む正義/鍵子の詩/棄脱の天地～テロリストの一生～/いつも足もとに居る黒い犬/義眼/薄羽蜉蝣
- 木幡東介ライヴDVD-R 2009年7月11日@新宿スモーキンブギ (EDR-004)
反逆の地図/羽衣蝶の詩/渓谷、深山の民/棄脱の天地/野いちごおとし/薄羽蜉蝣
- 木幡東介ライヴDVD-R 2010年4月10日@吉祥寺フォースフロア (EDR005) 
（ECR003と同内容）
- 木幡東介ライヴDVD-R 2010年6月5日@吉祥寺フォースフロア (EDR-006) 
（ECR004と同内容、スタジオヴァージョンとの差し替えは無し）
- 木幡東介ライヴDVD-R 2010年7月26日@新宿URGA (EDR-007) 
（ECR-005と同内容）
- 木幡東介ライブDVD-R 2010年10月31日@吉祥寺Fourth Floor/2010年10月18日@新宿URGA (EDR008~9)
棄脱の天地/秋から冬へ/泥人形/冬の蝶/薄羽蜉蝣/溶け合う一つの色に向かって/夏の闇を真似る擬態/夏の二人/野いちごおとし（ディスク１、SE+エレキ･ギター弾き語り）
斑猫/天獄（ディスク２、SE+ドラム・ソロ）
- 木幡東介ライヴDVD-R SE+ドラム・ソロ 2011年10月9日@小岩ライブシアター・オルフェウス/2011年10月15日@新宿MOTION (EDR-010)
（ECR-008のライブ音源部分と同内容）
- マリア観音ライヴDVD-R 2011年11月18日@阿佐ヶ谷Yellow Vision (EDR-011 第15期)
（ECR-009と同内容）
- マリア観音ライヴ1995 (EDV-001 第6期)
漆黒界/二つ目小僧/蠍に貰った拳/木の葉やもり/淀みの部屋/静かな夜/羽衣蝶の詩/地獄に堕とす/青天白日/犬死に/病床
（4.5.6.11は2月23日渋谷ラ・ママで、2.3.は4月18日吉祥寺マンダラ２で、7.8.は8月23日吉祥寺マンダラ２で、1.9.10.は10月21日渋谷ラ・ママで収録）
初回特典CD-R:静かな夜/地獄に堕とす/木の葉やもり/髑髏/蠍に貰った拳
（1.2.3は1994年9月24日録音。第6期メンバー演奏による、スタジオ・リハーサル・デモ音源、4.5は同時期にレコーディングされた、木幡東介アコースティック・ギター弾き語りソロ音源）
- 犬死に トゥーマッチ・エディション (ECR027 2014年 第6期) 
静かな夜/木の葉やもり/犬死に/刺生活/地獄に堕とす/夏の二人/漆黒界
（1.2.は1995年7月28日新宿アンティノックで、3.4.5.6.7.は12月8日渋谷ラ・ママで収録。ER005のリマスター盤CD ECR026と同梱）
初回特典DVD-R:病床/木の葉やもり/淀みの部屋/徒花
（1994年3月21日収録。第6期メンバー演奏による、スタジオ・リハーサル）
- 20141217 (EDV-002 第18期)
不発弾/刺生活/吐息/絶滅/漆黒界/片翼の戦闘機/犬死に
（2014年12月17日新大久保アースダムで収録）
初回特典DVD-R:不発弾/二つ目小僧/絶滅/片翼の戦闘機（編集版）/刺生活/吐息/犬死に/漆黒界/刺生活
（2.9.は2014年1月19日国分寺モルガーナで、3.7.は2014年1月25秋葉原クラブ・グッドマンで、1.8.は2014年1月30新大久保アースダムで、4.5.6.は2014年12月23日広島クラブ・クアトロで収録）
- 2015年6月11日@新大久保アースダム■マリア観音ＤＶＤ発売記念～「絶滅動物記」第九章～マリア観音ワンマンライブご来場者様特典（EDRF-001 第19期）
犬死に/静かな夜/片翼の戦闘機
（2015年5月24日心斎橋コンパスで収録）
- 2019年2月11日「絶滅動物記」第28章～野生の叛旗@新宿モーション■マリア観音CD「東夷偽史先住民拙言滅裂多仁」初回特典DVD-R（ER031s 第19期）
義眼/静かな夜/冬の蝶/絶滅/刺生活/漆黒界（アンコール）
（2019年2月11日新宿：モーションで収録　撮影：長尾明浩）

### コンピレーション
- マリア観音(ZIKSBB007 1991年 1989年～1991年録音 第1期、第3期)
女郎蜘蛛/どうにもならずに/蛇目蛾 雀蛾/泥人形/共喰いの村/恋の唄/永遠の眠りを…/乳呑み子/二人だけの儀式/夏の二人/地獄へ堕す
（“地獄へ堕す”は木幡ソロ多重録音）
（1989年～1991年までのライブ音源、カセット作品、ラフ・ミックス・テイクをまとめた作品）
- 未発表テイク1992～1994 (SM002 1995年 第3期～第5期)
薄羽蜻蛉/毒蛇の詩/曇り硝子の中で/光りを避けて/羽衣蝶の詩/切り傷だらけで/根腐れ/泥人形/徒花/木の葉やもり/根腐れ/囚獄/プラナリア/飼い殺し/懺悔の風呂場
- 2014年8月17日「BURNING SPIRITS～CHELSEAの日」物販購入特典盤（ECRF-03 第18期）
木幡東介「帰らぬ人」（2014年2月26日@高円寺二万電圧）/マリア観音「犬死に」（1月19日@国分寺モルガーナ）/木幡東介「みなし児のバラード」（5月録音デモ音源）
- 「初期作品集」第一巻（TG001 2015年 第1期)
被虐の嵐/恋の詩/一人遊び/おめこしようかぼぼしようか/疑惑の女/涙の数だけ．．．/まやかしの絆/雨の夜だった/夏の唄/主婦の憂鬱
- 「初期作品集」第二巻（TG002 2015年 第1期)　第一巻・第二巻同時購入特典として第一期ライブDVD付）
別れたその夜/飼い殺しの女/青春の記憶/共食いの村/ふたりだけの儀式/不義密通は平和の証/節介婆の唄（1988年10月4日＠下北沢屋根裏/ライヴ録音）
- 「初期作品集」第三巻（TG003 2015年 第1期)　初回購入特典として第一期ライブDVD付）
追想の夜/夏の二人/共食いの村/永遠の眠りを・・・/地獄に堕とす(1989年12月19日録音/1990年1月発売テープから)/愛されてみたくて(1989年7月1日@下北沢屋根裏/ライヴ録音)/夜のドラマ(作詞作曲：熊五郎、演奏：マリア観音)(1988年スタジオ・リハーサル)
- 「最初期音源集」（TG004 2019年 第1期)　『東夷偽史先住民拙言滅裂多仁』先行購入特典
穀潰し/蹂躙されて/禁猟区/おめこしようか ぼぼしようか (1988年初頭頃？録音テープから)/夜のドラマ/一人遊び (独り遊び)/メリーゴーランド/ただれた皮膚 (不義密通は平和の証)/暴かれた夜/父無し子 (1988年2月18日@国立SOUND WESTにて録音のテープから)

### オムニバス
- イカ天［完全］完奏版VIDEO9 (IKA8909 1989年“別れたその夜”で参加 第1期)
- CRY FROM THE UNDERGROUND(ビデオ 1990年“追想の夜”、“夏の二人”で参加 第2期)
- BAD SUN RISING (“犬死に”で参加。「BANG! YOUR HEAD」と同テイク 第3期)
- BAD SUN RISINGⅡ (“共喰の村”で参加。「BANG! YOUR HEAD」と同テイク 第3期)
- 夜間徘徊助長演奏会Vol.1 (1992年ライヴ“病床”,“背徳の扉”,“鍵子の詩”で参加 第3期)
- BANG! YOUR HEAD (1993年 “共喰の村”,“犬死に”,“女郎蜘蛛”で参加 第3期)
- MANIAC・THE・PSY-CHO！ (1993年 “病床”で参加 第3期)
- コケシドール/絶賛清算中!!～飛ぶ豚あとを汚す～ (DVD WC-073 2004年4月 “死神の詩”で参加 第14期)
- DO THE INDEPENDENCE!! (2009年 “棄脱の天地”、“薄羽蜉蝣”で参加 第14期)

### その他
- PILL・勝井祐二・木幡東介 / 19951208 (ER006　1995年)
光りを避けて～粘土層～病床～青天白日～胡桃～/根腐れ
（勝井の持ち曲“胡桃”は青天白日と同時演奏）
- 漆黒界 / 漆黒界 (ER008　1997年)
漆黒界/絶滅/木の葉やもり/笑う顔（ディスク１）
永遠の眠りを/死に神の詩/吊り花/蠍に貰った拳（ディスク２）
（木幡東介、さがゆきによるアコースティック・デュオ）
- 閏光 / JYUNKO (カセット1996年 LA062)
- 南條麻人&木幡東介 / ENCYCLOPEDIC (カセット1996年 LA066)

南條のギター、ベースと木幡のドラムスによるデュオ。
- 小森雅彰・平野勇 / DUO VOL.1 (カセット 1999年)
土色/十三年/はなげぬくおとこ/白蟻の生死/化合物/つきとおどる/三途の川
- 小森雅彰・平野勇 / DUO2 (カセット 1999年)
曇天工事/かくれんぼ～おにごっこ
- 平野勇 / 泥霊(カセット 2000年 ゲスト：木幡東介)
泥霊/Ｇ/鉄生物/億蛙
（"泥霊"のみ木幡がベース、尺八で参加）
- 高円寺百景 / 無題 (カセット 1996年?)

セカンドアルバム制作前のデモテープ。Ｂ面の新曲５曲などにギターで松井、ヴァイオリンで勝井祐二が参加。
- THE STALIN 15 / 死んだものほど愛してやるさ (1995年)

ザ・スターリン結成15周年に行われた一度だけの復活ライヴを収録した作品。平野が２曲ドラムを叩いている。
- STALIN28号,COMMENT ALLEZ-VOUS? / 愛と死を見つめて'95 (TKCA71582)

遠藤ミチロウ主宰の２バンドによるカップリングアルバム。平野がコマンタレヴ？で８曲ドラムを叩いている。
- Vladivostok Powder Genocide / 1st.demo cassette (2007年)
- Vladivostok Powder Genocide / 2nd.demo cassette (2009年)

平野のドラムと青山まりなのギターによるデュオ。
- 裏窓 / なしくずし (URAMADO 1989-006 2013年)

2010年より平野がドラムで参加。
- 森林限界 / 森林限界 (カセット 2022年)

木幡、明子、a_kira
- 森林限界 / 獣道走破 (CD 2022年)

木幡、明子
- TEXACO LEATHER MAN / DUKE～伯爵として～ (BURMUDA PNK0002-519 2013年)

伊藤が参加。
- J･A･シーザー / コンサート 山に上りて告げよ (富士 FJ-044 2012年)
- J･A･シーザー / @渋谷La.mama｢萱草歌＝鬼蜻蜒が飛び交う日2012｣ (JASAC-001 2013年)

Asian Crack BandとしてARUHIがピアノで、a_kiraがギター、キーボードで参加。
- J・A・シーザーと悪魔の家 / 異郷巡禮歌 (FUJI FJ-141 2018年 a_kiraがギターで参加)

- 河崎純 / 左岸・右岸 (EXJP009 2003年)
- 河崎純 / 無伴奏コントラバス biologia (亀吉レコード 2012年)
- 金野吉晃 / the unsaid (EXJP010 2004年 河崎が２曲で参加)
- 谷川卓生 / 浄夜 (EXJP011 2004年 河崎が３曲で参加)
- 豊住芳三郎 / SUBLIMATION (EXJP012 2004年 河崎が４曲で参加)
- 神田晋一郎 音樂美學 / 皮膚のトポロジー (EXJP013 2004年 河崎が６曲で参加)
- 豊住芳三郎/EXIAS-J / SON'S SCAPEGOAT (SIWA:SCD002 EXJP015 2005年 河崎が６曲で参加)
- ONYYK(金野吉晃) / in a trice... (ALL-4 EXJP016 2006年 河崎が７曲で参加)
- 近藤秀秋 / STRUCTURES (PSFD168 河崎が４曲で参加)
- EXIAS-J electric conception / balance of chaos (PSFD154 河崎が参加)
- PSF&Alchemy 20th ANNIVERSARY LIVE (PSFD160 河崎がEXIAS-Jで１曲参加)
- EXIAS-J / Live Document 2003-2005 (PSFDV3 河崎が参加)
- 谷川卓生 / Music for Contemporary Kagura (Improvising Beings 18 2013年 河崎が５曲で参加)
- uni-marca (ZIP0025 2006年)

河崎のベースと柴田暦のヴォーカルによるデュオ。
- insect taboo / SONGISM (UNKNOWNMIX16/HEADZ166 2012年)

虫博士率いるバンド。宇波拓、足立智美、下田温泉、河崎純が参加。
- 金子雄生 河崎純 / ふたつの月 (金子音楽工房 2013年)

- SOH-BAND / NO PROBLEM AT ALL (B-6F 1996年)
- SOH-BAND / 死ネバ馬鹿モ治ル (B-12F 1998年)
- SOH-BAND / A Whole Lotta Crybabes (B-24F 2004年)

宗修二率いるバンド。竹内直、増田隆一、チェルノブイリ渡部、清水玲、田中邦和、佐藤潤一が参加。
- A Paragon of Beauty (ISIS0110 1995年)

中村としまる率いるバンド。竹内直、広瀬淳二、清水玲、加藤陵が参加。
- SADATO / No More Reggae (1995年)
- SADATO / Cha Cha (1996年)

Sohrab Saadat Ladjevardi率いるバンド。中村としまる、清水玲、加藤陵、チェルノブイリ渡部が参加。
- P.O.N. (cmdd-00001 1995年)

植村昌弘率いるバンド。鬼怒無月、広瀬淳二、清水玲、高良久美子が参加。
- 輪廻社 (cmdd-00014 1995年)

吉田匡率いるバンド。鬼怒無月、清水玲が参加。
- 濱瀬元彦 E.L.F Ensemble & 菊地成孔 / "The End of Legal Fiction" Live at JZ Brat (AP1041)

濱瀬元彦率いるバンド。清水玲、成澤功章、岡部洋一が参加。